# A. Le Coq
Az A. Le Coq (észt kiejtése: [aˑlekokː]) sörfőzde Észtrországban.
A céget Albert Le Coq alapította 1807-ben Londonban. A söröket egy 1826-ban alapított tartui sörfőzdében gyártják. A céget 1997-ben egy Olvi nevű finn cég vette meg, amely azóta is tulajdonosa. A vállalat különböző italokat gyárt, köztük söröket, hosszú italokat, szájdereket és üdítőitalokat. A legismertebb termékük az A. Le Coq Premium, amely a legnépszerűbb sör Észtországban. A tallinni A. Le Coq Arena a sör után kapta a nevét.
Az A. Le Coq a legrégebbi és legnagyobb italgyártó Észtországban. Termékeik között 11 különböző termékcsoport található. A fő termékcsoportok a sör, ezt követik a gyümölcslevek, a vizek és üdítőitalok, valamint sport- és energiaitalok, szirupok, alkoholmentes sörök stb.
Az A. Le Coq vezető szerepet tölt be az észt italpiacon a sör, gyümölcslé és hosszú italok gyártásában, és második helyen áll a különböző vizek, üdítőitalok és szájderek gyártásában. Az A. Le Coq hét éven keresztül nyerte el az észt élelmiszeripar legversenyképesebb vállalatának címét. A vállalat eddig 73 millió eurót fektetett be a termelésbe és a termékfejlesztésbe, melynek eredményeképp a balti államok egyik legkorszerűbb italgyártójává vált.

## Fordítás
- Ez a szócikk részben vagy egészben  az   A. Le Coq című angol Wikipédia-szócikk ezen változatának fordításán alapul.  Az eredeti cikk szerkesztőit annak laptörténete sorolja fel. Ez a jelzés csupán a megfogalmazás eredetét és a szerzői jogokat jelzi, nem szolgál a cikkben szereplő információk forrásmegjelöléseként.